# Пацан

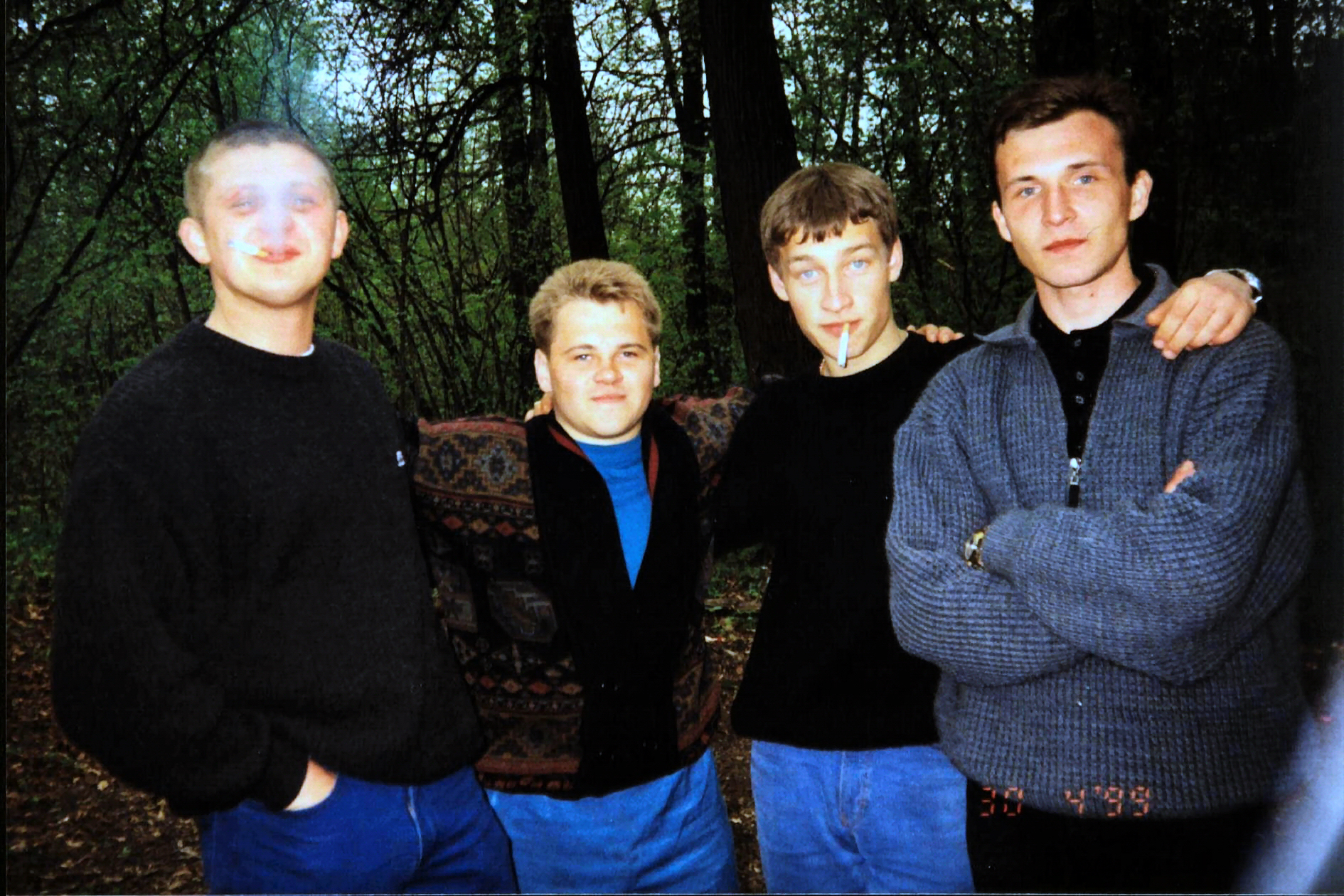
Стереотипный образ

Паца́н — жаргонизм, обозначающий мальчика или молодого мужчину «с ярко выраженной сниженной окраской». Слово также характеризуется как стилистически нейтральное просторечие и может обозначать рядового члена организованной преступной группы.

## Этимология
Происхождение слова спорно. М. Т. Дьячок и И. Г. Добродомов предлагают вывод из «поц» (половой член на идише, в переносном смысле «глупец») с жаргонным суффиксом «-ан» (такого суффикса в идише нет). В «Этимологическом словаре русского языка» Макса Фасмера слово выводится из южнорусского «пацюк» (поросёнок, крыса), Дьячок считает это происхождение менее вероятным, наряду с образованием из «паць, паць-паць» (звуки, которыми подзывают свиней).
Наличие румынско-молдавской фамилии Пацан, а также влашско-цыганского имени Пацан М. Т. Дьячок считает или случайным совпадением, или «интересным полем для исследования». Бытование в молодёжной среде ещё в 1980-е годы варианта «бацан» позволяет связать слово и с глаголом «сбацать», который, согласно Большому толковому словарю Кузнецова, означало быстро сделать что-нибудь, например, сплясать.

## Употребление
Слово отсутствовало в текстах до начала XX века и вошло в литературный оборот только в 1920-х годах (у М. А. Шолохова и, почти одновременно, Н. А. Островского) для обозначения персонажей из люмпенизированной среды. М. Т. Дьячок и И. Г. Добродомов указывают на несомненно «причерноморско-южноукраинское» происхождение слова.
А. В. Миртов в 1929 году в словаре «Из лексикона ростовских беспризорников и босяков» включил «пацан» (вар: «бацан») как «новое городское слово» в значении «уличный мальчик». Проникновение уголовного жаргона в общепринятый язык в 1920—1930-х годах привело к включению слова в «Орфографический словарь русского языка» 1949 года без специальных пометок (при этом ни словарь Ушакова, ни словарь Ожегова слово не включили). По мнению Добродомова, это включение было результатом ошибки, которая была повторена в 1985 году в «Орфоэпическом словаре».
Добродомов считает, что слово так и не вошло в литературный язык («без особых целей не употребляющееся») и было относительно слабо распространено в советское время. По мнению Дьячка, слово широко распространилось уже в 1960-е годы (В. П. Аксёнов) и стало использоваться в массовом масштабе после перестройки (упоминается случай употребления его в казахско-русском словаре для определения слова каз. бала). Однако, войдя в письменный язык, по Дьячку слово так и не стало литературным: хотя в просторечии слово стало нейтральным, образованные люди избегают его употребления за пределами имитации просторечия.
Изначально слово обозначало малолетнего хулигана 12-13 лет, к началу XXI века верхняя граница возраста «пацанов» сдвинулась к 30-35 годам и зависит от поведения конкретного человека: пацан — это тот, кто ещё не стал взрослым «мужиком».
Популярность слова привела к активному словообразованию: «пацанка» (девочка), «пацанёнок», «пацанячий», «пацанский», «пацанство», «пацанва» — большинство этих слов являются арготическими со сниженной окраской.

## Пацанская культура
По мнению М. Т. Дьячка, носители просторечия в России образуют свою просторечную «пацанскую» культуру (употребление просторечий характерно именно для молодых мужчин). Дьячок возводит эту культуру к архаичной общинной культуре в сплаве с лагерно-уголовной и считает, что в начале XXI века средства массовой информации, кино, литературы пытаются эту культуру легализовать; он приводит слова В. Аллахвердиевой и А. Ю. Плуцер-Сарно: «Это им [пацанам] посвящаются отечественные блокбастеры, они регулярно фигурируют в СМИ, они присягают Родине, на их крепких плечах держится наша культура и наше будущее».